# Entesa Catalana de Progrés
L'Entesa Catalana de Progrés (ECP) és un grup parlamentari del Senat espanyol format per una coalició de partits catalans d'esquerres: el Partit dels Socialistes de Catalunya, Esquerra Republicana de Catalunya, Iniciativa per Catalunya Verds i Esquerra Unida i Alternativa.
La coalició va ser creada per a les eleccions generals de l'any 2000 i ha continuat el 2004 i el 2008. En totes elles, l'Entesa ha estat la llista majoritària en les quatre circumscripcions catalanes havent guanyat els tres senadors reservats a aquesta llista. Als escons obtinguts en les eleccions generals s'uneixen els senadors designats pel Parlament de Catalunya corresponents als partits que formen l'Entesa, tres el 2000, i quatre des de desembre de 2003.
Després de les eleccions de 2008, ECP és el tercer grup parlamentari del Senat després del PP i el PSOE en nombre de senadors electes. Es troba format per 16 senadors: 10 del PSC, 4 d'ERC, 1 d'ICV i 1 d'EUiA.
A les eleccions generals de l'any 2000 van obtenir l'escó per als representants: 
- Per la província de Barcelona, Mercè Aroz i Ibáñez Isidre Molas i Batllori i Jordi Solé Tura
- Per la província de Girona, Arseni Gibert i Bosch
- Per la província de Lleida, Joan Ganyet i Solé
- Per la província de Tarragona, Marta Cid i Pañella, substituïda per Josep Andreu i Domingo, Ramon Aleu i Jornet i Joan Sabaté i Borràs.

La coalició es va repetir a les eleccions generals espanyoles de 2004, i aquest cop va obtenir els 12 representants al Senat de la coalició:
- Per la província de Barcelona, Mercè Aroz i Ibáñez Isidre Molas i Batllori i Jordi Guillot i Miravet.
- Per la província de Girona, Lluís Maria de Puig i Olivé Miquel Bofill i Abelló i Rafel Bruguera i Batalla.
- Per la província de Lleida, Josep Maria Batlle i Farran, Maria Burgués i Bargués i Josep Maria Esquerda i Segués.
- Per la província de Tarragona, Lluís Aragonès i Delgado de Torres, Ramon Aleu i Jornet i Maria José Elices Marcos.

Va repetir novament a les eleccions generals espanyoles de 2008 amb el mateix resultat. Els 12 representants són:
- Per la província de Barcelona, Maite Arqué i Ferrer, Isidre Molas i Batllori i Jordi Guillot i Miravet
- Per la província de Girona, Lluís Maria de Puig i Olivé, Miquel Bofill i Abelló i Maria Josefa Celaya i Armisen.
- Per la província de Lleida, Josep Maria Batlle i Farran, Maria Burgués i Bargués i Josep Maria Esquerda i Segués.
- Per la província de Tarragona, Judit Alberich i Cano, Ramon Aleu i Jornet i Pere Muñoz i Hernández.